# Единая система конструкторской документации
Еди́ная систе́ма констру́кторской документа́ции (ЕСКД) — комплекс стандартов, устанавливающих взаимосвязанные правила, требования и нормы по разработке, оформлению и обращению конструкторской документации, разрабатываемой и применяемой на всех стадиях жизненного цикла изделия (при проектировании, разработке, изготовлении, контроле, приёмке, эксплуатации, ремонте, утилизации).
На середину 2024 году в системе ЕСКД действует 168 межгосударственных и национальных стандартов.

## Назначение
Основное назначение стандартов ЕСКД состоит в установлении единых правил, требований и норм в отношении выполнения, оформления и обращения конструкторской документации, которые обеспечивают:
- применение единых правил документирования сведений о конструкции и комплектования конструкторской документации на всех стадиях жизненного цикла изделия, решение задач информационной поддержки жизненного цикла изделия;
- возможность взаимообмена конструкторской документацией между участниками работ без её переоформления;
- автоматизацию обработки конструкторских документов и данных в целях снижения сроков разработки и затрат при подготовке производства, повышения качества изделий, проведения их сертификации и возможной последующей модификации;
- унификацию и стандартизацию при проектировании изделий и разработке конструкторской документации;
- возможность гармонизации стандартов ЕСКД с международными стандартами (ИСО, МЭК) в области конструкторской документации.

### Обозначение стандартов

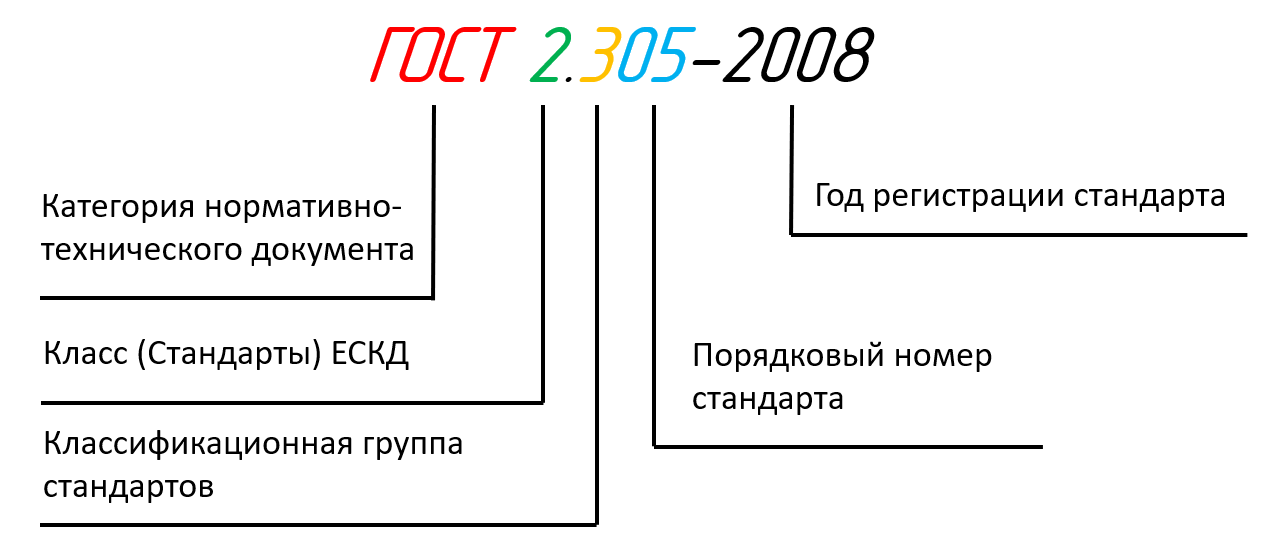
Пример обозначения стандарта ГОСТ 2.305-2008 «ЕСКД. Изображения — виды, разрезы, сечения».

В основе обозначений стандартов ЕСКД лежит классификационный принцип. Принадлежность к серии ЕСКД означает цифра «2» в начале номера стандарта. Классификационную группу (шифр группы) обозначает цифра после точки. Порядковый номер стандарта в группе определяется двузначным кодом. На год регистрации стандарта указывают цифры после тире.

### Классификация стандартов ЕСКД
Стандарты серии ЕСКД включают 10 классификационных групп:
| Шифр группы | Содержание стандартов в группе                                                                  |
| ----------- | ----------------------------------------------------------------------------------------------- |
| 0           | Общие положения                                                                                 |
| 1           | Основные положения                                                                              |
| 2           | Классификация и обозначение изделий в конструкторских документах                                |
| 3           | Общие правила выполнения чертежей                                                               |
| 4           | Правила выполнения чертежей изделий машиностроения и приборостроения                            |
| 5           | Правила обращения конструкторских документов (учет, хранение, дублирование, внесение изменений) |
| 6           | Правила выполнения эксплуатационной и ремонтной документации                                    |
| 7           | Правила выполнения схем                                                                         |
| 8           | Правила выполнения документов строительных и судостроения                                       |
| 9           | Прочие стандарты                                                                                |

## Применение ЕСКД
Стандарты ЕСКД распространяются на изделия машиностроения и приборостроения. Применение ЕСКД на территории России носит рекомендательный характер, то есть ЕСКД применяется на добровольной основе (если иное не предусмотрено договором, контрактом, отдельными законами, решением суда и т. п.).

### Форматы чертежей. Основная надпись
Согласно ЕСКД чертежи выполняют с соблюдением стандартных форматов. Форматы чертежей — это размеры листов чертежей и других конструкторских документов, установленные для всех отраслей промышленности и строительства. Стандартизация форматов позволяет унифицировать оборудование для производства чертёжной бумаги и других носителей, размеры чертёжных столов (приборов) и досок, оборудование для изготовления, размножения и хранения документов.
При образовании основных форматов использованы следующие принципы:
- отношение длин сторон форматов — величина постоянная;
- каждый последующий формат получают делением предыдущего пополам параллельно его меньшей стороне;
- площадь основного формата А0 равна 1 м².

Из первых двух условий определяется отношение сторон формата:
{\displaystyle a_{i}/b_{i}=b_{i}/(a_{i}/2);\rightarrow a_{i}/b_{i}={\sqrt {2}},}
где {\displaystyle a_{i}} — длина наибольшей стороны формата, а {\displaystyle b_{i}} — длина меньшей стороны формата.
Из этого отношения и третьего условия получается система уравнений для определения отношения сторон формата А0:
{\displaystyle {\begin{cases}a_{0}/b_{0}={\sqrt {2}};\\a_{0}b_{0}=1{\text{ м}}^{2},\end{cases}}}
откуда:
{\displaystyle a_{0}={\sqrt[{4}]{2}}\approx 1,189{\text{ м}};\ b_{0}=1/{\sqrt[{4}]{2}}\approx 0,841{\text{ м}}.}
Форматы листов определяются размерами внешней рамки чертежа.
В соответствии со сказанным, ГОСТ 2.301-68 «ЕСКД. Форматы» устанавливет следующие основные форматы:
| Обозначение формата:    | A0                             | A1                            | A2                            | A3                            | A4                            |
| ----------------------- | ------------------------------ | ----------------------------- | ----------------------------- | ----------------------------- | ----------------------------- |
| Размер сторон листа, мм | {\displaystyle 841\times 1189} | {\displaystyle 594\times 841} | {\displaystyle 420\times 594} | {\displaystyle 297\times 420} | {\displaystyle 210\times 297} |

При необходимости можно применять формат А5 с размерами сторон 148×210 мм и форматы, образуемые увеличением коротких сторон основных форматов в целое число раз, например, формат А0х2 имеет размеры 1682×1189 мм, формат А4х3 имеет размеры 630×297 мм и т. д.
Внешняя рамка чертежа используется в электронном виде и на бумаге бо́льшего размера чем стандартный формат. Она проводится с помощью тонкой линии и ее размеры соответствуют стандартному формату листов бумаги. Линии рамки поля чертежа наносят на расстоянии 5 мм от внешней рамки. Слева оставляют поле шириной 20 мм для подшивки.
На формате А4 основная надпись располагается только вдоль его короткой стороны.
В виде исключения на учебных чертежах формата А4 основную надпись разрешено располагать как вдоль длинной стороны, так и вдоль короткой

### Масштабы
Масштаб — отношение линейных размеров на чертеже к линейным размерам самого предмета. Изображение предмета может быть выполнено в натуральную величину, уменьшено или увеличено.
В зависимости от сложности и величины изображаемых изделий, масштабы, согласно ГОСТ 2.302-68 «ЕСКД. Масштабы» бывают следующего типа:
- масштаб натуральной величины: масштаб с отношением 1:1;
- масштаб увеличения: масштаб с отношением, большим, чем 1:1 (2:1 и т. д.);
- масштаб уменьшения: масштаб с отношением, меньшим, чем 1:1 (1:2 и т. д.).

Стандарт устанавливает следующий ряд масштабов (ряд представлен не полностью):
| Масштабы уменьшения  | 1:2 | 1:2,5 | 1:4 | 1:5 | 1:15 | 1:10 |
| Натуральная величина | 1:1 | 1:1   | 1:1 | 1:1 | 1:1  | 1:1  |
| Масштабы увеличения  | 2:1 | 2,5:1 | 4:1 | 5:1 | —    | 10:1 |

Искажение масштаба в чертеже допускают в случаях, когда некоторые элементы изображения трудно вычертить или желательно усилить их зрительное восприятие.

### Надписи
ГОСТ 2.304-81 «ЕСКД. Шрифты чертёжные» устанавливает шрифты, которыми следует выполнять надписи на чертежах. В стандарте дано начертание букв русского и некоторых других алфавитов (английский, греческий и т. д.), а также цифр и различных знаков на сетке с ячейкой в виде параллелограмма.
Размер шрифта {\displaystyle h} — это величина, определённая высотой прописных букв в миллиметрах. Высота прописных букв измеряется перпендикулярно к основанию строки. Высота строчных букв {\displaystyle c} определяется из отношения их высоты к размеру шрифта {\displaystyle h}, например, {\displaystyle c=(7/10)h}.
Стандарт предусматривает следующие размеры шрифта: 1,8; 2,5; 3,5; 5; 7; 10; 14; 20; 28; 40.

### Линии
ГОСТ 2.303-68 «ЕСКД. Линии» устанавливает начертания, наименования и основные назначения линий на чертежах всех отраслей промышленности и строительства.
Размерные линии проводят параллельно отрезку, размеры которого они указывают, а выносные линии — перпендикулярно размерным.
Толщина размерных и выносных линий от S/3 до S/2 в зависимости от размера и сложности изображения, а также от формата чертежа. Размерные и выносные линии выполняют сплошными тонкими линиями.
Толщина линий должна быть одинакова для всех изображений на данном чертеже, вычерчиваемых в одинаковом масштабе.
| № | Наименование и начертание                           | Толщина линий | Основное назначение |
| - | --------------------------------------------------- | ------------- | --- |
| 1 | Сплошная толстая основная (в дальнейшем — основная) | S (0,5—1,4)   | 1.1. Линии видимого контура 1.2. Линии перехода видимые 1.3. Линии контура сечения (вынесенного и входящего в состав разреза)                                                                                    |
| 2 | Сплошная тонкая (в дальнейшем — тонкая)             | S/3…S/2       | 2.1. Линии контура наложенного сечения 2.2. Линии размерные и выносные 2.3. Линии штриховки 2.4. Линии-выноски 2.5. Полки линий-выносок и подчеркивание надписей 2.6. Линии ограничения выносных элементов и др. |
| 3 | Сплошная волнистая                                  | S/3…S/2       | 3.1. Линии обрыва 3.2. Линии разграничения вида и разреза |
| 4 | Штриховая                                           | S/3…S/2       | 4.1. Линии невидимого контура 4.2. Линии перехода невидимые |
| 5 | Штрихпунктирная тонкая                              | S/3…S/2       | 5.1. Линии осевые и центровые |
| 6 | Разомкнутая                                         | S…11 /2S      | 6.1. Линии сечений |

### Штриховка
Правила нанесения штриховки установлены ГОСТ 2.306-68 «ЕСКД. Обозначения графические материалов и правила их нанесения на чертёж». Штриховка применяется к разрезам и сечениям, полученным при мысленном рассечении предмета секущей плоскостью.

### Нанесение размеров
Правила нанесения размеров установлены ГОСТ 2.307-68 «ЕСКД. Нанесение размеров и предельных отклонений».
Размер необходимо проставлять действительным, независимо от масштаба. Линейные размеры на чертежах указывают в миллиметрах, но обозначения в единицах измерения не наносят. Угловые размеры указывают в градусах, минутах и секундах с обозначением единиц измерения.
Общее количество размеров на чертеже должно быть минимальным, но достаточным для изготовления и контроля изделия.
Наносить размеры на чертежах в виде замкнутой цепи не допускается: один из размеров должен быть «свободным», за исключением случаев, когда один из размеров является справочным.

## Текстовые документы по ЕСКД
Согласно ЕСКД текстовые документы выполняют с соблюдением требований ГОСТ 2.105-2019 «ЕСКД. Общие требования к текстовым документам», текстовый документ — конструкторский документ, содержащий в основном сплошной текст, например: технические условия, инструкции.

## Электронные документы по ЕСКД
Согласно ЕСКД электронные документы выполняют с соблюдением требований ГОСТ 2.051-2013 «ЕСКД. Электронные документы. Общие положения». Эти документы могут иметь файловую форму, либо оформляться в виде наборов данных с их хранением и обработкой в системах PDM.